# Mykhaïlo Koval
Mykhaïlo Volodymyrovytch Koval (en ukrainien : Михайло Володимирович Коваль) est un colonel général ukrainien du Service national des gardes-frontières d'Ukraine. Durant la crise de Crimée il est nommé ministre de la Défense en remplacement d'Ihor Tenioukh démissionnaire, poste qu'il a tenu du 25 mars au 3 juillet 2014.

## Biographie
Il était commandant de la 80e brigade d'assaut aérien de 1992 à 1995.